# Майский (муниципальное образование Огарёвское)
Майский — посёлок в Щёкинском районе Тульской области России.
В рамках административно-территориального устройства относится к Житовской сельской администрации Щёкинского района, в рамках организации местного самоуправления включается в сельское поселение Огарёвское.

## География
Расположен в 5 км к юго-востоку от железнодорожной станции города Щёкино.

## История
Решением Тульского облисполкома от 10 февраля 1987 г. в черту рабочего посёлка Огарёвка включены п. Майский и населенный пункт при ст. Шевелевка Житовского сельсовета Щекинского района.

## Население
| 2010 |
| ---- |
| 505  |